# Gryllus chisosensis
Gryllus chisosensis (лат.) — вид прямокрылых насекомых из семейства сверчков. Эндемики США.

## Распространение
Северная Америка: США (Техас, Chisos Mountains, Big Bend National Park).

## Описание
Сверчки чёрного цвета. Отличаются от близких видов (Gryllus longicercus, Gryllus transpecos) особенностями морфологии и акустической коммуникации (пения), очень длинные церки (168 зубцов), которые длиннее яйцеклада. Вид был впервые описан в 2019 году американскими энтомологами Дэвидом Вейссманом (David B. Weissman; Department of Entomology, Калифорнийская академия наук, Золотые ворота, Сан-Франциско, США) и Дэвидом Грэем (David A. Gray; Department of Biology, Университет штата Калифорния, Northridge, Калифорния). Видовое название дано по месту нахождения типовой серии (Chisos Mountains).